# Martínkov
Martínkov település Csehországban, a Třebíči járásban. Martínkov Želetava, Domamil, Jakubov u Moravských Budějovic és Lesonice településekkel határos. Lakosainak száma 245 fő (2024. január 1.).

## Népesség
A település lakosságának változását az alábbi diagram mutatja:
| Lakosok száma | 670  | 729  | 635  | 440  | 332  | 264  | 263  | 259  | 227  | 245  |
|               | 1869 | 1900 | 1921 | 1961 | 1980 | 2011 | 2016 | 2019 | 2021 | 2024 |